# Georgi Sarmov
Georgi Zdravkov Sarmov (tiếng Bulgaria: Георги Сърмов; sinh 7 tháng 9 năm 1985) là một cầu thủ bóng đá Bulgaria thi đấu ở vị trí tiền vệ cho Chemnitzer FC.

## Sự nghiệp

### Naftex
Từ năm 2004 đến 2006 Sarmov đá cho Naftex Burgas, ra sân 43 trận và ghi 2 bàn.

### Levski Sofia
Anh vô địch Bulgaria năm 2009.
Trong mùa giải 2009-10, Levski vào vòng bảng của UEFA Europa League. Mùa giải 2009-10, Levski giành quyền tham gia UEFA Europa League, khi xếp thứ 3 chung cuộc.

### Kasımpaşa S.K.
Ngày 17 tháng 5 năm 2010, Sarmov cùng với đồng đội Nikolay Dimitrov ký hợp đồng với Kasımpaşa S.K. trong 5 năm.

### Beroe
Vào tháng 1 năm 2016, Sarmov ký hợp đồng với Beroe Stara Zagora.

### Etar
Ngày 4 tháng 8 năm 2017, Sarmov ký hợp đồng với Etar Veliko Tarnovo.

### Sự nghiệp quốc tế
Anh ra mắt cho Đội tuyển bóng đá quốc gia Bulgaria ngày 26 tháng 3 năm 2008 trước Phần Lan. Kết quả trận đấu là 2-1 với phần thắng dành cho Bulgaria.

## Danh hiệu
- Champion of Bulgaria 2007, 2009
- Cúp bóng đá Bulgaria 2007
- Siêu cúp bóng đá Bulgaria 2007, 2009